# Institut méditerranéen pour les transplantations et thérapies de Palerme
L’Institut méditerranéen pour les greffes et les thérapies hautement spécialisées (Istituto Mediterraneo per i Trapianti e Terapie ad Alta Specializzazione) ou ISMETT est un institut de greffes et de thérapies hautement spécialisées à Palerme.